# 国鉄クハ79形電車
クハ79形は、かつて日本国有鉄道（国鉄）に在籍した旧形電車である。1944年（昭和19年）に木製車の鋼体化名義で製造された戦時設計の片運転台の片側4扉の20m級ロングシートの制御車に与えられた形式で、基本的には63系に属するが、1949年（昭和24年）に32系や42系に属する制御車が戦時改造による4扉化改造車（クハ85形）が編入され、1952年（昭和27年）から1953年（昭和28年）にかけては、非電装のモハ63形（サモハ、クモハ）が正式に制御車に編入されている。桜木町事故の教訓により、63系に属するものは大幅な車体構造の改造が行なわれたが、本形式はモハ63形のような改形式はされず、クハ79形のまま72系とともに使用された。
また、1952年からは、72系として新製されたグループがあり、1956年（昭和31年）から1957年（昭和32年）にかけては、旧形電車の掉尾を飾る全金属車が落成している。
1. 79002 - 79025 : 1944年および1945年（昭和20年）に木造車の鋼体化名義で製造されたグループ。25両が計画されたが、完成したのは8両のみであったため、欠番がある。
2. 79031 - 79055 : 1949年にクハ85形から改形式したもの。旧形式はクハ58形。詳細は国鉄42系電車#クハ58形をクハ85形に改造を参照。
3. 79056 : 1949年にクハ85形から改形式したもの。旧形式はクロハ59形。詳細は国鉄42系電車#クロハ59形をクハ55形に改造を参照。
4. 79060, 79066 : 1949年にクハ85形から改形式したもの。旧形式はクハ47形。国鉄32系電車#クハ47形を参照。
5. 79100 - 79246 : 1952年から1953年にかけて、モハ63形の制御車代用車（クモハ）、付随車代用車（サモハ）を整備の上、正式に制御車に編入したもの。
6. 79248, 79250 : 1953年6月1日実施の形式称号規程改正により、制御車代用車を改番したもの。
7. 79300 - 79488 : 1952年から1956年にかけて製造された、72系の新製車グループ。詳細は国鉄72系電車#72系新製車を参照。
8. 79501 : 7.のグループに1972年（昭和47年）、便所を取付けたもの。
9. 79601 - 79610 : 1975年（昭和50年）から1976年（昭和51年）にかけて、7.および後述の12.のグループを種車として103系同等の車体に乗せ替えたアコモ改造車。詳細は国鉄72系電車#アコモデーション改良車を参照。
10. 79900, 79902 : ジュラ電を1954年（昭和29年）に全金属車体の試作車として、更新したもの。詳細は国鉄72系電車#車体の全金属化改造を参照。
11. 79904 : 1957年に、桜木町事故で被災したサハ78144を全金属車体の試作車として復旧したもの。
12. 79920 - 79955 : 1956年および1957年に製造された、量産全金属車。これまでのクハ79形とは一線を画する存在である。詳細は国鉄72系電車#72系全金属車（920番台）を参照。